# ليفيبفري (كيبك)
ليفيبفري (بالإنجليزية: Lefebvre, Quebec)‏ هي بلدية محلية في كيبيك تقع في كندا في Drummond Regional County Municipality. يقدر عدد سكانها بـ 867 نسمة ومساحتها 66.20 كم2 .